# Jesper Rönnbäck
Jesper Johannes Rönnbäck (* 1. Februar 1974 in Kiruna, Norrbottens län) ist ein ehemaliger schwedischer Freestyle-Skier. Er war auf die Buckelpisten-Disziplinen Moguls und Dual Moguls spezialisiert. Rönnbäck gewann die Bronzemedaille bei den Weltmeisterschaften 1997 sowie zweimal die Weltcup-Disziplinenwertung auf der Parallelbuckelpiste und vier Rennen in beiden Disziplinen.

## Biografie
Der aus Jukkasjärvi in der Gemeinde Kiruna stammende Jesper Rönnbäck gab am 11. Dezember 1993 in Tignes sein Debüt im Freestyle-Skiing-Weltcup. Im darauffolgenden März gewann er bei den internationalen Jugendmeisterschaften im finnischen Laajavuori Bronze in der Disziplin Moguls. In der nächsten Saison verbesserte er seine Weltcup-Ergebnisse kontinuierlich und erreichte bei den Weltmeisterschaften in La Clusaz als Neunter sein erstes Spitzenresultat. 
In den Winter 1995/96 startete Rönnbäck mit drei Top-10-Ergebnissen, darunter ein fünfter Platz in Tignes in der neuen Disziplin Dual Moguls (Parallelbuckelpiste). Nachdem er in der Single-Disziplin als Zweiter am Hundfjället seinen ersten Podestplatz belegt hatte, gewann er einen Tag später auf den Dual Moguls und sicherte sich damit nach lediglich drei Rennen erstmals den Gewinn der Disziplinenwertung. Zu Beginn der nächsten Saison feierte er in Tignes seinen zweiten Weltcupsieg, diesmal in der Einzeldisziplin. Bei den Weltmeisterschaften in Iizuna Kōgen gewann er hinter Jean-Luc Brassard und Stéphane Rochon die Bronzemedaille. Dank eines weiteren Sieges am Mont-Tremblant erreichte er als Dritter der Moguls-Wertung und Achter im Gesamtweltcup Karrierebestleistungen. Bei den Olympischen Winterspielen von Nagano wurde er Sechster, im Weltcup gewann er mit einem Sieg und zwei zweiten Plätzen erneut die Dual-Moguls-Disziplinenwertung.
Nach dem Karriereende im März 1998 war Rönnbäck als Kolumnist für verschiedene Skimagazine tätig. 2010 wurde er erstmals in den Vorstand des schwedischen Skiverbandes gewählt.

## Erfolge

### Olympische Spiele
- Nagano 1998: 6. Moguls

### Weltmeisterschaften
- La Clusaz 1995: 9. Moguls
- Nagano 1997: 3. Moguls

### Weltcupwertungen
| Saison  | Gesamt | Gesamt | Moguls | Moguls | Dual Moguls | Dual Moguls |
| Saison  | Platz  | Punkte | Platz  | Punkte | Platz       | Punkte      |
| ------- | ------ | ------ | ------ | ------ | ----------- | ----------- |
| 1993/94 | 119.   | 3      | 54.    | 24     | –           | –           |
| 1994/95 | 57.    | 36     | 20.    | 252    | –           | –           |
| 1995/96 | 24.    | 72     | 7.     | 580    | 1.          | 212         |
| 1996/97 | 8.     | 89     | 3.     | 444    | 9.          | 260         |
| 1997/98 | 16.    | 79     | 4.     | 472    | 1.          | 364         |

### Weltcupsiege
Rönnbäck errang im Weltcup 8 Podestplätze, davon 4 Siege:
| Datum            | Ort            | Land       | Disziplin   |
| ---------------- | -------------- | ---------- | ----------- |
| 7. März 1996     | Hundfjället    | Schweden   | Dual Moguls |
| 6. Dezember 1996 | Tignes         | Frankreich | Moguls      |
| 9. Januar 1997   | Mont-Tremblant | Kanada     | Moguls      |
| 10. März 1998    | Hundfjället    | Schweden   | Dual Moguls |

### Weitere Erfolge
- 2 schwedische Meistertitel (Moguls 1996, Dual Moguls 1997)[3]
- Bronze auf den Moguls bei den Internationalen Jugendmeisterschaften 1994